# St. Paul (Collin megye, Texas)
St. Paul város az USA Texas államában, Collin megyében. Lakosainak száma 992 fő (2020. április 1.).

## Népesség
A település népességének változása:

| 2010 | 1 066 |
| 2020 | 992   |